# Roeselia suffida
Roeselia suffida är en fjärilsart som beskrevs av Swinhoe 1919. Roeselia suffida ingår i släktet Roeselia och familjen trågspinnare. Inga underarter finns listade.